# Necker Island (Britische Jungferninseln)
Necker Island ist eine Insel in der Gruppe der Britischen Jungferninseln, rund 5 km nordöstlich von Virgin Gorda gelegen.

## Geographie
Necker Island ist nach Anegada die zweitnördlichste Insel der Jungferninseln. Ihre Flächenausdehnung beträgt 29 ha (0,29 km²). Sie ist von Ost nach West rund 840 Meter lang und bis zu 650 Meter breit. Höchste Erhebung ist der Devils Hill im Südwesten, auf dem The Great House steht.

## Geschichte
Die Insel wurde im 17. Jahrhundert nach dem niederländischen Geschwader-Kommandanten Jonathan de Neckere benannt. Sie blieb bis zur zweiten Hälfte des 20. Jahrhunderts unbewohnt.
1965 verbrachten der Fotograf Don McCullin und der Journalist Andrew Alexander im Auftrag der Zeitung Weekend Telegraph, für die sie arbeiteten, vierzehn Tage auf der Insel. Der Herausgeber hatte gehofft, dass sie ihre Robinsonade mindestens drei Wochen lang überstehen würden, aber, wie McCullin später wiedergab, „wegen unserer zunehmenden Schwäche und dadurch, dass wir mit den Nerven am Ende und ohne Wasser waren, hissten wir die rote Flagge und wurden in den ersten Stunden des fünfzehnten Tages abgeholt“. Gemäß McCullin gab es nichts Idyllisches auf der unbewohnten Insel.
Die Insel ist seit 1979 im Besitz des britischen Unternehmers Richard Branson, der sie für exklusiven Tourismus anbietet. Im August 2011 wurde das Haupthaus „The Great House“ vom Blitz getroffen und brannte nieder. Zwei Jahre später wurde es wieder neu errichtet.
Anfang September 2017 wurde die Infrastruktur der Insel durch den Hurrikan Irma weitgehend zerstört.